# Merton E. Davies
Merton E. Davies (ur. 13 września 1917 w Saint Paul, zm. 17 kwietnia 2001 w Santa Monica) – amerykański inżynier i astronom.

## Życiorys
W 1937 roku ukończył studia na Uniwersytecie Stanforda, po czym krótko uczył matematyki na University of Nevada. Po wybuchu wojny zatrudnił się w Douglas Aircraft Company. W 1947 roku został członkiem RAND Corporation (wówczas oddziału firmy Douglas, a od 1948 samodzielnej organizacji), gdzie pracował w oddziale zajmującym się projektowaniem rakiet i sztucznych satelitów. Stał się pionierem w technologii budowy satelitów szpiegowskich (w tym satelitów Corona), zwłaszcza w dziedzinie konstrukcji kamer i interpretacji otrzymanych obrazów. Mimo że większość jego prac w tym zakresie pozostaje utajniona, 18 sierpnia 2000 roku został oficjalnie uznany przez National Reconnaissance Office za jednego z pionierów systemu krajowego rozpoznania i wynalazcę kamery Spin-Pan. Aparat ten był używany przez satelity programu Corona i brał udział w wielu misjach rozpoznawczych, głównie w latach 60. XX wieku. Davies był pracownikiem RAND Corporation aż do 1998 roku.
Pracował również dla Pentagonu, zajmując się analizą radzieckich systemów wojskowych na podstawie zdjęć z satelitów Corona i samolotów szpiegowskich U2.
Pod koniec lat sześćdziesiątych zaangażował się w NASA w badania planet, pracując nad interpretacją zdjęć Marsa przesłanych przez sondy Mariner 6, 7 i 9, i tworząc na ich podstawie mapy powierzchni. Tym samym zajmował się podczas misji sond Mariner 10 (przelot obok Wenus i Merkurego), Voyager i Galileo. Naukowiec projektu Galileo Torrence Johnson określił go jako osobę, która „obserwowała większą część Układu Słonecznego niż jakikolwiek inny człowiek”.
Jego imię nosi jeden z kraterów na Marsie.